# Code pénal (Syrie)
Pour les autres articles nationaux ou selon les autres juridictions, voir Code pénal.
Le Code pénal est un code juridique promulgué par le décret législatif no 148 du 22 juin 1949, inspiré du code pénal libanais. 
Il fut modifié par décret no 85 du 28 septembre 1953.